# León II Dadiani
León II Dadiani (en georgiano: ლევან II დადიანი, romanizado: Levan II Dadiani), también conocido como León II de Mingrelia (Zugdidi, 1597 — Mingrelia, 1657), fue miembro de la Casa de Dadiani y gobernante del Principado de Mingrelia en el oeste de Georgia.

## Biografía
Levan creció en Kajetia bajo su abuelo, el rey Alejandro II, pero a la edad de catorce años se convirtió en príncipe de Mingrelia cuando su padre, Mamuka I Dadiani, murió en un accidente de caza.
En la década de 1620, Levan participó en un conflicto armado junto con los principados de Abjasia y Guria contra el rey Jorge III de Imericia. Posteriormente acusó a su primera esposa abjasia de adulterio, le cortó las orejas y la nariz y la expulsó de Mingrelia. Luego invadió y saqueó Abjasia, envenenó a sus dos hijos, secuestró y se casó con la esposa de su tío. Luego asaltó repetidamente Imericia, confiscando ganado y tomando rehenes para pedir rescate. En 1646 destruyó las murallas de Kutaisi a cañonazos y volvió a saquear Imericia. Cegó al príncipe Mamuka de Imericia, quien había sido planeado como el futuro rey para unir a Georgia, por resistirse a sus acciones. Esto llevó al rey Rustam de Kartli (su cuñado, pues estaba casado con su hermana), a maldecirlo solemnemente.
A lo largo del reinado de cuarenta y seis años, Levan fue conocido por practicar diversas formas de barbarie, mutilación y tortura. Normalizó la práctica de retener a los prisioneros a cambio de un rescate, lo que hizo que la guerra fuera más rentable entre los señores de la guerra en el oeste de Georgia. También alentó el comercio de comerciantes extranjeros y era conocido como un administrador competente. Estimuló la práctica de la orfebrería y utilizó grandes cantidades de riqueza para la decoración de iglesias y monumentos.
En marzo de 1657, mientras se desesperaba por el cadáver de su hijo, se golpeó con un bastón y cayó muerto.

## Véase más
- Casa de Dadiani
- Principado de Mingrelia